# Sebastian Norblin

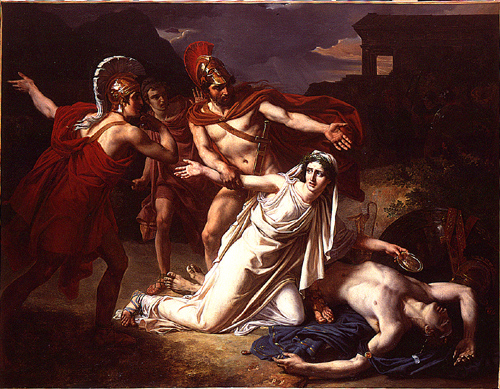
Antygona grzebiąca Polinejkesa (1825)

Sebastian Norblin, Sébastien Louis Guillaume Norblin, zwany również Sobkiem (ur. 1796 w Warszawie, zm. 1884 w Paryżu) – francuski malarz reprezentujący akademizm.

## Życiorys
Był synem polskiego malarza Jana Piotra Norblina i Marii (według innego źródła Anny) Kopschówny. W wieku ośmiu lat z rodzicami wyjechał do Francji. W 1811–1825 roku uczył się w paryskim École des Beaux-Arts. Jego nauczycielami byli m.in. François-André Vincent i Merry-Joseph Blondel. W 1825 roku zdobył Prix de Rome za obraz Antygona grzebiąca Polinejkesa. W 1826 roku wyjechał do Rzymu. W 1827 roku namalował Kyparissosa umierającego na swym jeleniu. W 1833 roku zaprezentował w Paryżu obraz Ugolino i jego umierające dzieci. W tym samym roku wrócił do Francji.
Podczas drugiego pobytu we Francji namalował m.in. Madonnę z Dzieciątkiem (1836), Świętego Pawła w Atenach (1844). Otrzymywał liczne zamówienia państwowe i kościelne. W latach 1857–1858 wraz ze swoim uczniem Wiktorem Kazimierzem Zierem namalował dwa duże obrazy do paryskiego kościoła Saint Roch.
W przeciwieństwie do swojego ojca reprezentował skonwencjonalizowany akademizm. Malował obrazy historyczne, pejzaże historyzujące oraz portrety. Jego obrazy odznaczają się spokojnymi gestami.
Po powrocie we Francji w 1833 roku utrzymywał kontakt z Wielką Emigracją, zwłaszcza z rodziną Czartoryskich. Był pracownikiem Instytutu Panien Polskich w Paryżu.